# رباط‌های مصنوعی
رباط‌های مصنوعی دستگاه‌هایی هستند که برای جایگزینی رباط‌های آسیب دیده استفاده می‌شوند. امروزه بیشترین استفاده از رباط‌های مصنوعی در بازسازی رباط صلیبی قدامی است. اگرچه پیوند خودکار همچنان متداول‌ترین روش بازسازی رباط است، اما مواد و ساختارهای زیادی برای بهینه‌سازی رباط مصنوعی از زمان پیدایش آن در جنگ جهانی اول ساخته شده است. بسیاری از رباط‌های مصنوعی مدرن از پلیمرهای مصنوعی مانند پلی اتیلن ترفتالات ساخته شده‌اند. پوشش‌های مختلفی برای بهبود زیست سازگاری پلیمرهای مصنوعی اضافه شده‌است. رباط‌های مصنوعی اولیه در دهه ۱۹۸۰ به دلیل خراب شدن مواد بی اثر بودند. در حال حاضر، از رباط مصنوعی Ligament Advanced Reinforcement System (LARS) به‌طور گسترده‌ای در کاربردهای بالینی استفاده شده‌است. مهندسی بافت یک زمینه رو به رشد برای تحقیق است که هدف آن بازسازی و بازیابی عملکرد رباط است.

## تاریخچه
تحقیقات رباط مصنوعی از دوران جنگ جهانی اول آغاز شد. در اولین مورد مستند رباط مصنوعی در سال ۱۹۱۴، دکتر کرنر از یک رشته از جنس نقره به عنوان پیوند مصنوعی برای بازسازی پارگی یک رباط صلیبی قدامی (ACL) استفاده کرد. رباط ساخته شده از ابریشم برای جایگزینی ACL در سال ۱۹۱۸ استفاده شد.
در اوایل دهه ۱۹۸۰، پیشرفت فن آوری در شیمی و علوم مواد، باعث توسعه مواد مناسب پزشکی شد. پزشکان از این مواد مصنوعی در کاربردهای بالینی استفاده کرده‌اند. سازمان غذا و دارو (FDA) رباط مصنوعی ساخته شده از Gore-Tex را برای استفاده در بازسازی ACL در سال ۱۹۸۶ تأیید کرد.
طراحی رباط‌های مصنوعی در دهه ۱۹۸۰ از دو قسمت عمده تشکیل شده بود: یک کابل یا نوار نسبتاً سفت و سیلندرهای لاستیکی سیلیکون در یک یا هر دو انتهای آن. کابل یا نوار معمولاً از الیاف پلی اتیلن، نایلون یا کربن ساخته می‌شد. اندازه سیلندر لاستیکی سیلیکون متناسب با بیماران با اندازه‌های مختلف است. از لحاظ تئوری، انعطاف‌پذیری لاستیک سیلیکونی اجازه برخی از تغییر شکل‌ها را تحت اثر بارگذاری‌های نسبتاً کم می‌دهد، و رباط مصنوعی سفت می‌شود تا شکل خود را تحت اثر بارهای بیشتر حفظ کند. عملاً، این طرح هرگز به هدف خود برای تقلید از خاصیت رباط طبیعی نرسید. عملکرد مکانیکی رباط‌های مصنوعی برای کاربردهای بالینی گسترده کافی نبود. در دراز مدت، افت عملکرد، عوارض و شکست رخ داده‌است.
زوال مواد باعث بی اثر بودن رباط‌های مصنوعی اولیه شد. مشکلات در ماه‌ها و سال‌های پس از درمان اتفاق می‌افتد. JE Paulos در گزارشی دربارهٔ استفاده از گورتکس در بازسازی ACL اظهار داشت: "نتایج اولیه پروتز گورتکس که برای بازسازی ACL استفاده می‌شود، میزان کم شکست را نشان می‌دهد. متأسفانه، با پیگیری‌های بیشتر، میزان عوارض ما همچنان افزایش می‌یابد. نقص مکانیکی، ریزش و عفونت همچنان رخ می‌دهد ". در آن زمان، مواد مورد استفاده در رباط‌های مصنوعی نمی‌توانستند عملکرد مکانیکی کافی را حفظ کنند. برای بسیاری از این مواد، عملکرد مکانیکی آنها در طولانی مدت کاهش می‌یابد.

## طراحی فعلی
کاربرد اصلی رباط‌های مصنوعی مدرن در بازسازی رباط صلیبی قدامی است. بسیاری از رباط‌های مصنوعی بدنبال تقلید یا فراتر رفتن از عملکرد ACL طبیعی هستند. عملکرد مکانیکی یک رباط مصنوعی را می‌توان با مقاومت در برابر سایش، تحمل خستگی خمشی و چرخشی، و جلوگیری از لغزش یا پارگی پیوند مشخص کرد. سازگاری زیستی برای عملکرد رباط مصنوعی در داخل بدن مهم است. سازگاری زیستی به رشد جدید بافت، مربوط می‌شود مهاجرت فیبروبلاست، روند ادغام ایمپلنت استخوان، کاهش التهاب، جلوگیری از زخم نفوذ بافت، و بهبود آبدوستی است. رشد بافت و مهاجرت فیبروبلاست نشان دهندهٔ بهبود مقاومت مکانیکی رباط مصنوعی است و تجمع استخوان با استخوان اطراف می‌تواند احتمال لغزش پیوند را کاهش دهد. بسیاری از رباط‌های مصنوعی برای به حداقل رساندن التهاب و نفوذ بافت زخم طراحی شده‌اند زیرا می‌توانند از مقاومت مکانیکی جلوگیری کنند و باعث پارگی پیوند می‌شوند. طراح رباط مصنوعی برای بهبود آب دوستی تلاش می‌کند زیرا آبگریزی می‌تواند پاسخ طبیعی میزبان به اجسام خارجی را تحریک کند.
Ligament Advanced Reinforcement (LARS) یک رباط مصنوعی پیشرو در جراحی ترمیم ACL است. این رباط‌ها از پلی اتیلن ترفتالات (PET) ساخته شده‌اند. آنها از یک قسمت درون استخوانی و درون مفصلی تشکیل شده‌اند. قسمت درون استخوانی شامل الیاف طولی است که توسط یک ساختار عرضی گره خورده محدود شده‌است. این ساختار بافتنی می‌تواند به جلوگیری از تغییر شکل و سایش کمک کند. قسمت داخل مفصلی از الیاف طولی که با زاویه ۹۰ درجه پیچ خورده‌اند ساخته شده‌است. این بخش برای مقاومت در برابر خستگی و تقویت رشد بافت طراحی شده‌است. رباط‌های لیدز کیو از یک ساختار شبکه‌ای پلی استر تشکیل شده‌است که به دنبال تقلید از خواص مکانیکی ACL طبیعی است. متخلخل بودن رباط می‌تواند باعث رشد بافت شود که نشان داده شده‌است که خواص مکانیکی را بهبود می‌بخشد. پیوند مصنوعی PGA Dacron از ۷۵٪ اسید پلی گلیکولیک تخریب پذیر قابل تجزیه و ۲۵٪ نخ داکرون دائمی تشکیل شده‌است. رباط مصنوعی Kennedy LAD از روبان‌های پلی پروپیلن ساخته شده‌است. این ماده برای تقویت رشد بافت و انتقال تدریجی بار به رباط جدید طراحی شده‌است.

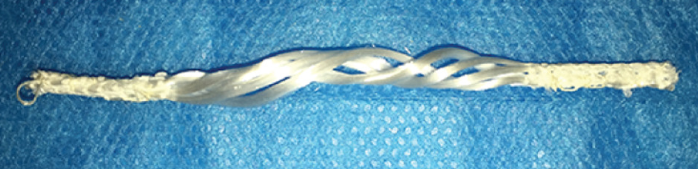
رباط مصنوعی Ligament Advanced Reinforcement System (LARS). دو قسمت انتهایی قسمت‌های درون استخوانی و قسمت مرکزی آن منطقه درون مفصلی است.

ACL طبیعی انسان دارای استحکام کششی در مقیاس کیلو نیوتون است، و تغییر طول آن در شکست تقریباً ۱۰٪ است. خصوصیات مکانیکی ACL طبیعی در کل جمعیت انسانی متفاوت است. قدرت ACL کودک بیشتر از یک بزرگسال است. رباط‌های مصنوعی PGA Dacron دارای مقاومت کششی نهایی نزدیک به ۳۵۰۰ نیوتون و تغییر طول نهایی متوسط تقریباً ۲۰٪ هست. رباط‌های کندی LAD دارای مقاومت کششی تقریباً 1500N در آستانهٔ شکست و سختی تقریبی ۵۰ نیوتون بر میلی‌متر هستند. رباط‌های مصنوعی Leeds-Keio دارای مقاومت کششی نهایی نزدیک به 2000N و سفتی حدود ۲۵۰ نیوتون بر میلی‌متر پس از رشد بافت هستند. رباط‌های مصنوعی LARS بسته به میزان الیاف استفاده شده، خواص مکانیکی مختلفی دارند. رباط با سایز بالاتر دارای مقاومت کششی بیشتری خواهد بود. در طول تست، یک رباط LARS اندازه ۶۰ نمایش گذاشته شد که قدرت کششی نهایی آن 2500N در حالی که یک رباط ۱۲۰ مقاومت کششی 5600N از خود نشان داد بافت‌های رشد کرده نشان داده‌اند که خواص ویسکوالاستیک را افزایش و اصطکاک را کاهش می‌هند.

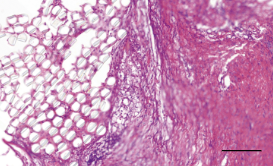
رباط مصنوعی PET پوشش داده شده با پوشش هیالورونیک اسید. نفوذ بافت کلاژن مشهود است.

برای بهبود زیست سازگاری، پوشش‌هایی به رباط‌های مصنوعی افزوده شده‌است. پوشش دهی58S وهیدروکسی آپاتیت نشان داده‌اند که باعث بهبود استخوان سازی و فعالیت سلولی در شرایط آزمایشگاهی و در مطالعات حیوانی که با استفاده از روش خیساندن روی رباط‌های PET قرار می‌گیرد. درمانهای سطحی هیدروکسی پروپیل سلولز نشان داده‌اند که باعث بهبود استخوان سازی برای رباط‌های PET در مطالعات حیوانی شده‌است. PET بدون پوشش آبگریز است، بنابراین پوشش‌ها برای بهبود آب دوستی طراحی شده‌اند. پوشش‌های اسید هیالورونیک می‌تواند آبگریزی را کاهش دهد و نشان داده‌اند که باعث کاهش بافت زخم و التهاب در داخل بدن می‌شود. پوشش‌های کامپوزیتی هیالورونیک اسید و کیتوزان را می‌توان با استفاده از روش لایه به لایه بر روی رباط‌های مصنوعی رسوب داد، و نشان داده‌اند که آن‌ها باعث تشکیل استخوان جدید در محل اتصال رباط در موش‌ها می‌شوند. از کیتوزان برای کاهش آبگریزی و بهبود استخوان سازی و رسوب مواد معدنی استفاده می‌شود، در حالی که اسید هیالورونیک باعث تقسیم و رشد سلول می‌شود. پوشش‌های پلی (سدیم استایرن سولفونات) در مطالعات حیوانی بهبود عملکرد زانو و تقلید از ACL طبیعی نشان داده‌اند.

## کاربرد بالینی
رباط صلیبی قدامی (ACL) یک ساختار بدنی انسان است که اغلب آسیب می‌بیند و ممکن است بدون درمان پزشکی باعث آسیب‌های ثانویه به زانوها مانند پارگی مینیسک و تحلیل رفتن غضروف مفصلی بشود. بازسازی ACL یک روش معمول برای آسیب‌دیدگی ACL است که روی ۳۰٪ از بیماران انجام می‌شود، که می‌تواند ثبات ساختار زانو را بازگرداند. در بازسازی‌های سنتی ACL از پیوندهای اتوماگرافت یا آلوگرافت استفاده می‌شود که نیاز به زمان توانبخشی طولانی دارند و در بیشتر موارد در طولانی مدت به باعث بیماری اهدا کننده می‌شوند.
علاقه اولیه به رباط‌های مصنوعی منجر به استفاده از بافت غیرانسانی مانند رباط‌های Proplast ساخته شده از تفلون و الیاف کربن و Polyflex ساخته شده از پلی پروپیلن شد. نتایج مقاومت ضعیف در برابر نیروهای پیچشی را نشان داد. پروتز رباط صلیبی Gore-Tex که در سال ۱۹۸۶ توسط FDA تأیید و بعداً در کلینیک‌ها به تصویب رسید، نرخ پایین شکست مکانیکی اما میزان بالای پارگی در پیگیری را نشان داد. سپس Gore-Tex در عمل جراحی ACL رها شد و سپس رباط لیدز-کیو (LK) به تصویب رسید. در تحقیقات و پیگیری طولانی مدت بعد، رباط LK در ابتدا عملکرد امیدوار کننده ای را نشان داد اما هنوز در ۲ سال نرخ پایداری کم و تغییرات مخرب آن‌ها در مقایسه با مفصل مخالف آنها در یک دهه زیاد شد. در قرن بیست و یکم، رباط Ligament Advanced Reinforcement (LARS) به محبوب‌ترین رباط مصنوعی در بازار تبدیل شد. رباط‌های LARS نه تنها در ابتدا نتایج رضایت بخشی را ارائه می‌دهند بلکه حداقل طی ۲ سال عملکرد متفاوتی ندارند. رباط‌های LARS در تحقیقات کوتاه مدت ثبات بالاتر و میزان عوارض کمتری را در مقایسه با پیوند اتوگرافت نشان می‌دهند و در یک مطالعه ۹ ساله، رباط LARS بقای ۱۰۰٪ را نشان داده‌است. پیوندهای مصنوعی ACL همیشه دچار خزش، خستگی و شکست می‌شوند، بنابراین تقاضا برای پیوندهای مصنوعی با عرضه کافی، خواص مکانیکی رضایت بخش و میزان عوارض پایین اساساً زیاد است. در حال حاضر، رباط LARS قابل مقایسه با پیوندهای اتوگرافت و سایر پیوندهای مصنوعی است.

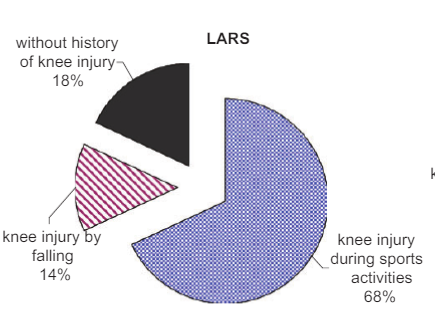
میزان آسیب دیدگی زانو در بیماران مبتلا به سیستم تقویت و بازسازی رباط ناموفق

عوارضی که معمولاً پس از ده سال در رباط‌های مصنوعی رخ می‌دهد، شکستگی، ساییدگی بقایا، سینوویت، بی‌ثباتی مکرر، استئولیز و ورمهای مزمن است. عوارض معمولاً بلافاصله پس از جراحی یا پس از مدت نسبتاً کوتاه ظاهر نمی‌شوند و در چند مورد، پس از ده سال اول شروع به نشان دادن می‌کنند. برای مطالعه عملکرد برخی مواد مصنوعی برای رباط مصنوعی و نظارت بر سلامت بیماران، تحقیقا و پیگیری لازم است. میزان پارگی معمولاً طی ۲ تا ۵ سال ثبت می‌شود.

## مهندسی بافت
در حالی که آینده رباط‌های مصنوعی نامعلوم است، محققان برجسته مهندسی بافت قصد دارند رباط را برای بازسازی عملکرد طبیعی بازسازی و ترمیم کنند. مهندسی بافت ACL مبتنی بر بهبود رباط طرفی داخلی (MCL) خواهد بود، زیرا ACL به‌طور طبیعی بهبود نمی‌یابد. از سلول دانه ای در مهندسی بافت برای ترمیم رباط‌های ACL استفاده می‌شود. سلول دانه باید دارای شرایطی از قبیل: به راحتی در دسترس بودن، آمادگی برای تکثیر و کارآمد در تهیه ماتریس خارج سلولی بالغ باشد. سلولهای بنیادی مانند سلولهای بنیادی مزانشیمی مشتق از مغز استخوان، سلولهای بنیادی مشتق از چربی، سلولهای بنیادی اطراف عروقی و فیبروبلاست پوست ختنه گاه انسان معمولاً در مهندسی بافت استفاده می‌شود.